# Вантаж 500 (позначення)
Вантаж 500 (або 500-й) — символ неволі, втрати свободи, небезпеки, вчинення шкоду здоров'ю, пов'язаної з воєнними діями.
Неологізм, яким позначають полонених (військових, цивільне населення, волонтерів та інших), визволених із неволі під час збройного конфлікту на території Донецької та Луганської областей України.

## Історія
Поняття з'явилося спонтанно, коли Народна артистка України, громадська активістка і співачка-волонтер Руслана Лижичко та її команда вивозили полонених, серед яких був 500-й визволений (про це розповіла співачка 20 листопада 2014 року в ефірі Еспресо TV). До цього у воєнній термінології це поняття не вживалося (до речі, у СРСР цей термін позначав благородний метал — золото). Організаціями, які опікуються звільненням 500-х, є Центр звільнення полонених ГО «Офіцерський корпус» (керівник — генерал-полковник запасу В. Рубан) і Міжвідомчий центр допомоги громадянам у питаннях звільнення полонених, заручників і віднайдення зниклих безвісти (керівник — заступник голови СБУ, генерал-лейтенант Віталій Яловенко).
| | Процес повернення 500-х – делікатний, складний, вимагає професійних знань, самодіяльність може бути життєво небезпечною як для заручника, так і для його рідних. Офіційні переговорники мають подавати інформацію дозовано, без яких-небудь неточностей, вони не беруть гроші за звільнення полонених і попереджають про випадки шахрайства щодо родичів полонених, з яких вимагали подяки «за сприяння у звільненні». З боку «ДНР» і «ЛНР» полонені розосереджені по командирах. Вимінюють полонених не лише на інших полонених, а і на продукти харчування, медикаменти, викупляють за гроші. Трапляються випадки, коли жінки стають заручницями замість своїх дітей.Українські переговорники вважають, що завдання полягає не лише у звільненні (обміні) полонених, але й у доставці їх у безпечне місце, а й наданні медичної та психологічної допомоги. Міністерство оборони України організовує спеціальні школи, які навчають вести переговори про звільнення полонених. В академії СБУ функціонувала кафедра, яка готувала професійних переговорників. У підписаному 05.09.2014 року «Мінському протоколі» про припинення вогню на Сході України є пункт про невідкладне звільнення усіх полонених, який не виконується терористичними організаціями. За даними СБУ, за понад два роки російської агресії, на Сході України були звільнені з полону чи знайдені близько 3080 громадян України, заручниками у Донецьку і Луганську офіційно вважаються 107 осіб. |
| — Тандіт про звільнення полонених на Донбасі українців: Бачимо перспективу, http://www.ua.112.ua/ato/ | |

## Інше тлумачення фрази
Відповідно до російських термінів «Груз-500», або «Елемент № 1» (рос. «элемент № 1») — цим своєрідним кодом шифрували в документах золото.